# Lumbrineris knipovichana
Lumbrineris knipovichana är en ringmaskart som beskrevs av Orenzanz 1973. Lumbrineris knipovichana ingår i släktet Lumbrineris och familjen Lumbrineridae. Inga underarter finns listade i Catalogue of Life.